# عبرات وحنين (مسلسل)
عبرات وحنين، مسلسل تلفزيوني كويتي أنتج وعرض بعام 2012 .

## ملخص القصة
تدور أحداث المسلسل في إطار رومانسي واقعي حول قصة حب تجمع «عذاري» الطبيبة النفسية في عبد الله المريض النفسي الذي تقوم بعلاجه.

## الفنانين المشاركين
- أحمد الصالح.
- تركي اليوسف.
- مونيا.
- أسمهان توفيق.
- ليلى السلمان.
- أميرة محمد.
- مها محمد.
- رامي العبد الله.
- منى البلوشي.
- فاطمة الطباخ.
- سعد كنعان.
- عبير الخضر.